# ФК Херманщат
„Херманщат“ (на румънски: Asociația Fotbal Club Hermannstadt) (hɛʁmanʃtat) е футболен клуб от град Сибиу, Румъния.
Основан е през 2015 година. През сезон 2018/19 отборът играе в Лига I, най-висшата дивизия в шампионата на Румъния по футбол.

## История
Футболен клуб „Херманщат“ е основан през 2015 година за да се продължат футболните традиции в Сибиу, започващи от 1913 година с отбора на „Соими Сибиу“, и продължила с други отбори, като: „Гимнастическо общество Сибиу“, „Интер Сибиу“, „ФК Сибиу“ и „Воинца Сибиу“. Даже ако Херманщат официално не се явява приемник на който и да е от тези клубове, той се явява единственият представител на Сибиу в първите три лиги.
Веднага след основаването си през 2015 година Херманщат е зачислен в Лига IV. Той финишира на първо място в таблицата и впоследствие играе квалификации за плейоф за преминаване в Лига III. Клубът печели плейофа без сериозни трудности с 6:1 общ резултат в двете срещи над „Гилортул Таргу Кербунещи“. В следващия сезон Херманщат става победител в Серия V на Лига III и се придвижва в Лига II.
На 5 август 2017 година „Херманщат“ играе първия си мач в Лига II, в който побеждава с 3:0 отбора на „Балотещи“. В крайното класиране през 2017/18 Херманщат заема 2-рото място в Лига II и след три години съществуване за първи път ви историята си влиза в Лига I.
Клубът също така прави много силна серия в Купата на Румъния, ставайки първия отбор от 36 години, достигайки до финал, въпреки че не се състезава във висшата лига. По пътя към финала Херманщат побеждава 4 отбора от Лига I: Волунтари, Ювентус Букурещ, Стяуа и Газ Метан Медиаш. Във финала на 27 май 2018 година Херманщат губи от Универиситатя Крайова с 0:2.
Херманщат побеждава в дебютния си мач в Лига I срещу отбора на Сепси с 1:0, голът вкарва Стефан Бланару. Мачът се играе в Търгу Муреш заради това, че стадионът в Сибиу не е бил модернизиран навреме.

## Успехи

### Национални
- Лига I
  - 9 място (1): 2023/24
- Лига II
  -  Вице-шампион (2): 2017/18, 2021/22
- Лига III
  -  Шампион (1): 2016/17
- Лига IV
  -  Шампион (1): 2015/16
- Купа на Румъния
- Финалист (1): 2017/18

## Български футболисти
- Пламен Илиев: 2022/24 (27 мача - 0 гола)
- Антони Иванов: 2024-... (21 мача - 0 гола...)